# Leslie Graham
Robert Leslie Graham, conegut com a Leslie Graham   (Wallasey, 14 de setembre de 1911 - Illa de Man, 12 de juny de 1953), fou un pilot de motociclisme anglès que va guanyar el campionat del món de 500cc de 1949. El 1944 li fou atorgada la Distinguished Flying Cross (DFC) pels seus mèrits durant la Segona Guerra Mundial.

## Carrera esportiva

### Primers anys (1929-1939)
Anomenat familiarment Les, Graham va començar a córrer en la modalitat del speedway a l'Stanley Speedway de Liverpool. El 1929 va participar en una cursa al circuit de Park Hall d'Oswestry amb una Dot-JAP de segona mà i hi va quedar segon darrere de Henry Pinnington (AJS). Durant els anys següents va córrer amb diversos models de Rudge amb èxit variable.
El 1936 es va poder comprar una OK-Supreme OHC de 250 cc gairebé nova a un preu reduït pel fet que li mancava una vàlvula. Va reconstruir-ne el motor i hi va participar al Gran Premi de l'Ulster d'aquell any. Després de completar una volta al circuit de Clady, el motor va fallar. El 1937 el va reconstruir i hi va córrer a la North West 200 d'Irlanda del Nord, on va liderar la cursa Lightweight durant una estona fins que va caure. Llavors va tornar a pujar a la moto, es va reincorporar al circuit i es va situar tercer darrere d'un parell d'Excelsior, fins que se li va trencar l'engranatge de la vàlvula. Va tornar a reconstruir el motor i hi va guanyar la seva següent cursa a Donington Park. Després va córrer al Gran Premi de l'Ulster i hi va quedar quart.
Després d'això, John Humphries (fill del fundador d'OK-Supreme) el va contractar com a muntador dels seus motors OHC. OK-Supreme produïa models de competició de pista curta equipats amb motors JAP. Les Graham, Andy McKay i John Humphries aviat es van fer coneguts com al trio de pilots d'OK-JAP de les Midlands. A l'estiu de 1938, tots tres van competir als campionats del sud-est de grasstrack, a la "mountain mile" de Layhams Farm (Croydon). Graham va guanyar el Matchless Trophy de les 20 voltes, establint un rècord tot i no haver competit mai abans en aquella pista. Poc després va quedar dotzè al TT de l'Illa de Man en categoria Lightweight amb una OK-Supreme.
El 1939 va córrer al TT amb un motor Rudge "Chris Tattersal St. Annes" (CTS) i anava quart a l'última volta quan se li va trencar la caixa de canvis. Jock West, que estava mirant la cursa, va fitxar Graham per a pilotar les seves Velocette el 1940, però aleshores va esclatar la Segona Guerra Mundial.

### Segona Guerra Mundial
Durant la guerra, Graham va servir com a pilot a la RAF. Va ser assignat a l'Esquadró 166 a partir de 1940 i va volar amb bombarders Lancaster sobre Alemanya. Va assolir el grau de Tinent de vol i el desembre de 1944 va rebre la Creu dels Vols Distingits (DFC) pel seu valor. Posteriorment, va pilotar avions de la Transport Command fins que va ser desmobilitzat el 1946.
Un cop tornat a la vida civil, Jock West, aleshores amb grau de Wing Commander, el va convidar a entrar a Associated Motorcycles (AMC) per a encarregar-s'hi de les vendes i la competició.

### Postguerra (1946–1953)
A finals de la dècada del 1940, ja dins d'AMC, Graham va tornar a les curses com a membre de l'equip de fàbrica d'AJS. Va competir com a privat a la primera cursa de postguerra de Cadwell Park amb una Norton 350 i la va guanyar. El 1947, amb una AJS Porcupine, va acabar novè al Senior TT de l'illa de Man. El 1948 va ser setè al Junior TT, però no va acabar al Senior. Aquell any, a Montlhéry, Jock West, Les Graham i el francès Georges Monneret van batre 18 rècords mundials a velocitats d'entre 107 i 111 mph (de 172 a 179 km/h).
El 1949 es va celebrar el primer campionat del món de motociclisme de la història, un any abans de l'inici del campionat del món de Fórmula 1 d'automobilisme. Les Graham va ser el primer campió de la prestigiosa classe de 500cc amb una AJS Porcupine. En començar el campionat, Graham anava liderant per 90 segons la primera cursa, el TT de l'Illa de Man, però a manca de pocs quilòmetres per acabar, el magneto es va tallar i va haver d'empènyer la moto fins a l'arribada, de manera que va acabar novè. Va guanyar la segona ronda, el Gran Premi de Suïssa al circuit de Bremgarten, i hi va enregistrar la volta ràpida (aquell any, les voltes ràpides puntuaven amb 1 punt extra). La tercera ronda va ser el Dutch TT, on va acabar segon darrere de Nello Pagani. A la quarta ronda, el Gran Premi de Bèlgica a Spa-Francorchamps, es va retirar. La cinquena ronda era el Gran Premi de l'Ulster, en què va guanyar i va aconseguir la volta ràpida. La ronda final es va celebrar a Monza, el Gran Premi de les Nacions, on va guanyar el local Nello Pagani amb una Gilera. Com que aquella temporada es comptaven només els tres millors resultats per pilot, Graham, amb dues victòries i un segon lloc, es va imposar a Pagani, amb dues victòries i un tercer lloc. Així, malgrat que a la puntuació general Pagani el superava, Graham es va endur el títol.
El 1950, Graham va acabar tercer al campionat, darrere d'Umberto Masetti (Gilera) i la nova estrella Geoff Duke (Norton). Aquell any també va competir als Sis Dies Internacionals (ISDT) de Gal·les amb una AJS 350. El 1951, el comte Domenico Agusta va temptejar Graham per si volia pilotar les seves MV Agusta. Frustrat per la manca de desenvolupament de l'AJS, l'anglès va entrar a l'equip italià com a pilot i desenvolupador de les seves motocicletes de quatre cilindres de 500 cc. Graham, però, no va aconseguir cap punt per a MV Agusta a la classe de 500cc. Tot i que les MV eren molt potents, la seva maniobrabilitat no estava tan ben resolta i les motos eren considerades unes "males peces". MV Agusta no competia en la classe de 350cc, així que Graham va pilotar una Velocette MkVIII KTT 350 en aquest campionat i hi va acabar sisè, amb victòria inclosa al Gran Premi de Suïssa. També va acabar vuitè a la categoria de 125cc aquell any.
El 1952, Graham va començar sense punts a la primera ronda, a Suïssa, i va ser segon al TT de Man, tot i que un canvi de marxa fallit i la consegüent pèrdua de potència li van arrabassar la victòria, que fou per a l'irlandès Reg Armstrong, amb una Norton de fàbrica. Armstrong va aconseguir la victòria d'una manera molt afortunada, ja que se li va trencar la cadena just en creuar la meta, i Graham arribà 33,4 segons més tard. Al Dutch TT i al GP de Bèlgica, Graham no hi va aconseguir punts. Al Gran Premi d'Alemanya del circuit de Solitude va acabar quart i marcà la volta ràpida. Al GP de l'Ulster es va haver de tornar a retirar (problemes amb la banda de rodadura dels pneumàtics Dunlop), tot i que va poder enregistrar la volta ràpida. A Monza, davant l'enfervorit públic italià, va aconseguir la primera victòria de MV Agusta a la classe dels 500cc, a més de la volta ràpida. Després va obtenir una segona victòria al Gran Premi d'Espanya, a Montjuïc. Finalment, va acabar la temporada com a subcampió darrere d'Umberto Masetti (Gilera). A la classe de 250cc hi va acabar tercer amb les seves Velocette i Benelli i va aconseguir el quart lloc a la classe de 125cc per a MV Agusta.

#### Mort al Tourist Trophy

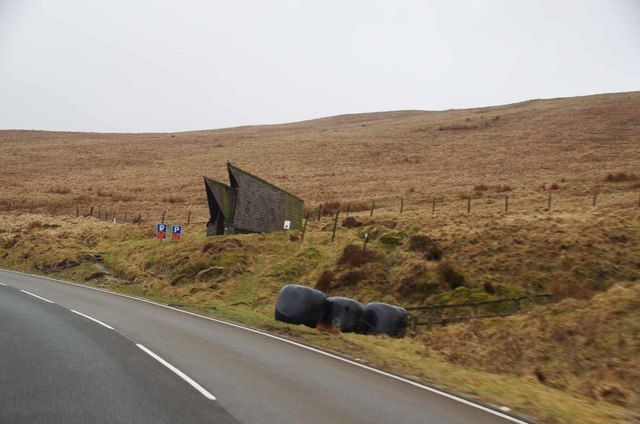
El refugi Graham Memorial de la Snaefell Mountain Course

De cara al 1953, Graham era el favorit de la pretemporada i es va proposar tornar a guanyar el campionat. Malauradament, no va poder ser. Al TT de l'illa de Man, ronda inaugural del campionat, va començar guanyant dijous amb la MV Agusta a la classe Lightweight (125cc). Al Senior TT de divendres (500cc), es va estavellar en perdre el control de la moto a gran velocitat a la pujada de Bray Hill i va morir a l'instant. La culpa de l'accident va ser de la forquilla de la suspensió, que va quedar encallada en la fase de màxima compressió. Carlo Bandirola i la resta de l'equip de curses de MV es van retirar del campionat aquell any com a mostra de respecte. El 1955 es va erigir un refugi en honor seu, el Graham Memorial, a la carretera de muntanya de Snaefell, la famosa Mountain Course.

## Resultats al Mundial de motociclisme
Font:
Barem de puntuació de 1949:
| Posició | 1  | 2 | 3 | 4 | 5 | Volta ràpida |
| Punts   | 10 | 8 | 7 | 6 | 5 | 1            |

Barem de puntuació de 1950 a 1968:
| Posició | 1 | 2 | 3 | 4 | 5 | 6 |
| Punts   | 8 | 6 | 4 | 3 | 2 | 1 |

(Ids. Grans Premis | Llegenda) (Curses en negreta indiquen pole; curses en  itàlica indiquen volta ràpida)
| Any  | Categoria | Equip     | 1      | 2      | 3      | 4     | 5     | 6     | 7     | 8     | 9     | Punts | Posició | Victòries |
| ---- | --------- | --------- | ------ | ------ | ------ | ----- | ----- | ----- | ----- | ----- | ----- | ----- | ------- | --------- |
| 1949 | 350cc     | AJS       | IOM NC | CH 2   | NED -  | BEL - | ULS - |       |       |       |       | 8     | 7è      | 0         |
| 1949 | 500cc     | AJS       | IOM 10 | CH 1   | NED 2  | BEL - | ULS 1 | NAT 6 |       |       |       | 30    | 1r      | 2         |
| 1950 | 350cc     | AJS       | IOM 4  | BEL -  | NED -  | CH 1  | ULS - | NAT 2 |       |       |       | 17    | 3r      | 1         |
| 1950 | 500cc     | AJS       | IOM 4  | BEL -  | NED -  | CH 1  | ULS 2 | NAT - |       |       |       | 17    | 3r      | 1         |
| 1951 | 125cc     | MV Agusta | ESP -  |        | IOM NC |       | NED 3 |       | ULS - | NAT - |       | 4     | 8è      | 0         |
| 1951 | 350cc     | Velocette | ESP 2  | CH 1   | IOM 10 | BEL - | NED - | FRA - | ULS - | NAT - |       | 14    | 6è      | 1         |
| 1951 | 500cc     | MV Agusta | ESP -  | CH -   | IOM NC | BEL - | NED - | FRA - | ULS - | NAT - |       | 0     | -       | 0         |
| 1952 | 125cc     | MV Agusta |        | IOM -  | NED -  |       | GER - | ULS - | NAT 3 | ESP 2 |       | 10    | 4t      | 0         |
| 1952 | 250cc     | Velocette | CH 3   | IOM 4  | NED -  |       | GER - | ULS 3 | NAT - |       |       | 11    | 3r      | 0         |
| 1952 | 350cc     | Velocette | CH -   | IOM NC | NED 7  | BEL 6 | GER - | ULS - | NAT - |       |       | 1     | 13è     | 0         |
| 1952 | 500cc     | MV Agusta | CH -   | IOM 2  | NED 7  | BEL - | GER 4 | ULS - | NAT 1 | ESP 1 |       | 25    | 2n      | 2         |
| 1953 | 125cc     | MV Agusta | IOM 1  | NED -  |        | GER - |       | ULS - |       | NAT - | ESP - | 8     | 5è      | 1         |
| 1953 | 350cc     | MV Agusta | IOM NC | NED -  | BEL -  |       | FRA - | ULS - | CH -  | NAT - | ESP - | 0     | -       | 0         |
| 1953 | 500cc     | MV Agusta | IOM NC | NED -  | BEL -  | GER - | FRA - | ULS - | CH -  | NAT - | ESP - | 0     | -       | 0         |